# Ла-Сер
Ла-Сер (фр. La Serre, окс. La Sèrra) — коммуна во Франции, находится в регионе Окситания. Департамент — Аверон. Входит в состав кантона Сен-Сернен-сюр-Ранс. Округ коммуны — Мийо.
Код INSEE коммуны — 12269.
Коммуна расположена приблизительно в 560 км к югу от Парижа, в 105 км восточнее Тулузы, в 55 км к югу от Родеза.

## Население
Население коммуны на 2008 год составляло 132 человека.
| 1962 | 1968 | 1975 | 1982 | 1990 | 1999 | 2008 |
| ---- | ---- | ---- | ---- | ---- | ---- | ---- |
| 307  | 326  | 259  | 204  | 176  | 140  | 132  |

## Экономика
В 2007 году среди 88 человек в трудоспособном возрасте (15—64 лет) 62 были экономически активными, 26 — неактивными (показатель активности — 70,5 %, в 1999 году было 65,8 %). Из 62 активных работали 58 человек (29 мужчин и 29 женщин), безработных было 4 (3 мужчин и 1 женщина). Среди 26 неактивных 12 человек были учениками или студентами, 9 — пенсионерами, 5 были неактивными по другим причинам.